# Paul Newlove
Pas d'image ? Cliquez ici

a Compétitions nationales et continentales officielles uniquement.

b Matchs officiels uniquement.
Paul Newlove, né le 10 août 1971 à Pontefract, est un ancien joueur de rugby à XIII anglais évoluant au poste de centre dans les années 1980-1990 et 2000. Il a notamment joué pour St Helens RLFC où il y est admis au temple de la renommée. Il a également joué pour Featherstone Rovers, Bradford Bulls et Castleford Tigers au cours de sa carrière. Il a été international anglais et britannique, disputant les coupes du monde 1989-1992 et 1995. 

## Palmarès
- Individuel :
  - Meilleur marqueur d'essais de la Super League : 1996 (St Helens)